# Alice Florian
Alice Florian, née en 1921 et morte le 13 mai 2016, est une joueuse de tennis yougoslave. 
Elle a notamment atteint la finale du double dames à Roland Garros en 1939, associée à sa compatriote Hella Kovac.

## Palmarès (partiel)

### Finale en double dames
| No | Date       | Nom et lieu du tournoi         | Catégorie | Surface      | Vainqueures                          | Partenaire  | Score    |          |
| -- | ---------- | ------------------------------ | --------- | ------------ | ------------------------------------ | ----------- | -------- | -------- |
| 1  | 18/06/1939 | Internationaux de France Paris | G. Chelem | Terre (ext.) | Jadwiga Jędrzejowska Simonne Mathieu | Hella Kovac | 7-5, 7-5 | Parcours |

## Parcours en Grand Chelem (partiel)
Si l’expression « Grand Chelem » désigne classiquement les quatre tournois les plus importants de l’histoire du tennis, elle n'est utilisée pour la première fois qu'en 1933, et n'acquiert la plénitude de son sens que peu à peu à partir des années 1950.

### En simple dames
| Année | Championnat d'Australie | Championnat d'Australie | Internationaux de France | Internationaux de France | Wimbledon      | Wimbledon      | US National | US National |
| 1939  | -                       | -                       | 1er tour (1/16)          | M. Lebailly              | 2e tour (1/32) | Margarita Lumb | -           | -           |

À droite du résultat, l’ultime adversaire.

### En double dames
| Année | Championnat d'Australie | Championnat d'Australie | Internationaux de France | Internationaux de France | Wimbledon                   | Wimbledon            | US National | US National |
| 1939  | -                       | -                       | Finale Hella Kovac       | Jędrzejowska S. Mathieu  | 1er tour (1/32) Hella Kovac | P. Morison E. Corbin | -           | -           |

Sous le résultat, la partenaire ; à droite, l’ultime équipe adverse.